# Філонівка (Житомирський район)
Філо́нівка — село в Україні, у Житомирському районі Житомирської області. Входить до складу Радомишльської міської громади. Населення становить 89 осіб.